# Team Bluna
Das Team Bluna war ein von 1960 bis 1962 bestehendes professionelles deutsches Radsportteam. Sponsor war das Unternehmen Bluna, ein Getränkehersteller aus Köln.

## Geschichte
1960 wurde das erste Team zusammengestellt. Sportlicher Leiter war der frühere Berufsfahrer Adolf Schön. Nach ausbleibenden Erfolge wurde das Engagement im Radsport Ende 1962 wieder eingestellt. Einige Jahre lang richtete die Firma das Straßenradrennen für Amateure um den Großen Bluna Preis aus.

## Erfolge
1960
- eine Etappe Ronde van Nederland

## Bekannte Fahrer
- Horst Tüller
- Wim van Est
- Günther Ziegler